# Фотонно-кристаллическое оптическое волокно
Фото́нно-кристалли́ческое опти́ческое волокно́ (ФКВ, микроструктури́рованное опти́ческое волокно́, дырчатый волновод) — класс оптических волокон, оболочка которых имеет структуру двумерного фотонного кристалла.
Благодаря такой структуре оболочки открываются новые возможности управления дисперсионными свойствами волокон в широком диапазоне и степенью локализации электромагнитного излучения в направляемых волноводных модах.
В большинстве случаев для создания ФКВ используют стекло или плавленый кварц с отверстиями, заполненными воздухом. Часть отверстий может быть заполнена другими газами или жидкостями, в том числе жидкими кристаллами. Реже используются ФКВ, образованные двумя различными видами стекла, показатели преломления которых сильно отличаются друг от друга.
Иногда термин фотонно-кристаллическое волокно используется в более широком значении: им обозначают почти все типы волокон со сложной структурой оболочки, в том числе микроструктурированное и наноструктурированное волокно, а также брэгговское волокно и дырчатое волокно.

## Классификация
По физическому механизму удержания света в сердцевине волокна ФКВ можно разделить на два больших класса.
Первый класс образуют ФКВ, локализация света в сердцевине которых происходит благодаря зеркальному отражению от оболочки, обладающей фотонными запрещёнными зонами. Особенно важно, что сердцевина ФКВ с запрещённой зоной может быть полой, что позволяет на несколько порядков увеличить мощность вводимого в них излучения, уменьшить потери и нелинейные эффекты.
Механизм удержания света в ФКВ второго класса вполне традиционен для оптического волокна — полное внутреннее отражение. Однако в них используется новый принцип управления показателем преломления оболочки, основанный на его зависимости от структуры оболочки. Возможность управления показателем преломления оболочки позволяет создавать так называемые неограниченно одномодовое оптоволокно. В них на любой длине волны распространяется только одна мода. Ещё одна особенность ФКВ — существование одномодового режима в волокнах с большим диаметром сердцевины.
Для изготовления ФКВ с воздушными отверстиями обычно используют вытяжку при высокой температуре из заготовки (преформы), набранной из полых трубок круглого или шестигранного сечения. Отверстия могут заполняться веществами различного типа для управления свойствами ФКВ. Реже используется высверливание отверстий в преформе, изготовленной по одной из традиционных технологий производства заготовок для оптических волокон.

## Применения
Фотонно-кристаллические волокна позволяют преодолеть ограничения, свойственные стандартным оптическим волокнам и волноводам. Существуют ФКВ, обладающие многими необычными свойствами, например:
- ФКВ, в которых одномодовый режим распространения света спектрально не ограничен;
- ФКВ с запрещённой зоной, поддерживающие волноводный режим распространения света в воздушной сердцевине;
- ФКВ с большой или, наоборот, с очень малой эффективной площадью моды;
- сверхвысоконелинейные ФКВ;
- поддерживающие поляризацию ФКВ с очень сильной анизотропией;
- ФКВ с нулевой дисперсией на любой длине волны в видимом и ближнем ИК-диапазонах.

Одно из важнейших практических применений ФКВ — создание на их основе генераторов суперконтинуума (конвертации лазерного излучения в излучение с широкой полосой спектра, т. е. низкой временной когерентностью, с сохранением высокой пространственной когерентности) и получения (оптических гребёнок).
Очень перспективно использование ФКВ для преобразования длины световой волны, для создания устройств оптической обработки сигналов, для транспортировки мощного светового излучения и для решения многих других задач.
Будущее ФКВ во многом будет определяться развитием технологии их производства, в частности, успехами в направлении снижения затухания и увеличения механической прочности. Также немаловажным является вопрос снижения стоимости производства ФКВ.